# Ian Scheckter
Ian Scheckter (East London, Sudáfrica; 22 de agosto de 1947) es un expiloto de automovilismo sudafricano, es el hermano mayor del campeón de Fórmula 1 Jody Scheckter.

## Carrera

### Fórmula 1
Debutó en Fórmula 1 en el Gran Premio de Sudáfrica de 1974, sobre un Lotus 72 privado, finalizando 13.°. En 1975 condujo por una carrera para Lexington Racing y en otras dos para Frank Williams Racing Cars. Al año siguiente volvió a participar en una carrera para Lexington. En 1977 se convirtió en piloto oficial del equipo March Engineering sin conseguir puntos durante toda la temporada, la cual fue su última en F1.

## Resultados

### Fórmula 1
(Clave) (negrita indica pole position) (cursiva indica vuelta rápida)

| Año     | Escudería                   | 1       | 2       | 3       | 4   | 5      | 6       | 7       | 8       | 9      | 10      | 11      | 12      | 13     | 14      | 15      | 16      | 17  | Pos. | Puntos |
| ------- | --------------------------- | ------- | ------- | ------- | --- | ------ | ------- | ------- | ------- | ------ | ------- | ------- | ------- | ------ | ------- | ------- | ------- | --- | ---- | ------ |
| 1974    | Team Gunston                | ARG     | BRA     | RSA 13  | ESP | BEL    | MON     | SWE     | NED     | FRA    | GBR     | GER     |         |        |         |         |         |     | NC   | 0      |
| 1974    | Hesketh Racing              |         |         |         |     |        |         |         |         |        |         |         | AUT DNQ | ITA    | CAN     | USA     |         |     | NC   | 0      |
| 1975    | Lexington Racing            | ARG     | BRA     | RSA Ret | ESP | MON    | BEL     |         |         |        |         |         |         |        |         |         |         |     | NC   | 0      |
| 1975    | Frank Williams Racing Cars  |         |         |         |     |        |         | SWE Ret | NED 12  | FRA    | GBR     | GER     | AUT     | ITA    | USA     |         |         |     | NC   | 0      |
| 1976    | Lexington Racing            | BRA     | RSA Ret | USW     | ESP | BEL    | MON     | SWE     | FRA     | GBR    | GER     | AUT     | NED     | ITA    | CAN     | USA     | JPN     |     | NC   | 0      |
| 1977    | Team Rothmans International | ARG Ret | BRA Ret | RSA     | USW | ESP 11 | MON DNQ | BEL Ret | SWE Ret | FRA NC | GBR Ret | GER Ret | AUT Ret | NED 10 | ITA Ret | USA Ret | CAN Ret | JPN | NC   | 0      |
| Fuente: |                             |         |         |         |     |        |         |         |         |        |         |         |         |        |         |         |         |     |      |        |